# Estación de Ciudad Real-Miguelturra
Ciudad Real-Miguelturra, denominada antiguamente como Miguelturra, es una estación ferroviaria situada en el municipio español de Miguelturra, en la provincia de Ciudad Real, comunidad autónoma de Castilla-La Mancha. Las instalaciones cumplen funciones logísticas y fungen como apartadero ferroviario.

## Situación ferroviaria
Las instalaciones se encuentran situadas en el punto kilométrico 259,5 de la línea férrea de ancho ibérico Manzanares-Ciudad Real, a 633 metros de altitud sobre el nivel del mar, entre las estaciones de Ciudad Real y de Pozuelo de Calatrava. El tramo es de vía única y está electrificado.
Las instalaciones también forman parte del ramal que enlaza con la línea Ciudad Real-Badajoz a través de la bifurcación Poblete.

## Historia
El ferrocarril llegó a Miguelturra el 14 de marzo de 1861 cuando la compañía MZA puso en funcionamiento el tramo Almagro-Ciudad Real de la línea que buscaba unir Alcázar de San Juan con la ciudad manchega. En 1941 la nacionalización de la red de ancho ibérico supuso que las instalaciones pasaran a depender de la recién creada RENFE. Durante la década de 1970 se procedió a electrificar el trazado, que entraría en servicio el 28 de noviembre de 1975. A raíz de esto se incrementó el tráfico de mercancías que atravesaba la estación, en buena medida procedente de la refinería de Puertollano. Con el paso de los años la estación original de Miguelturra acabaría siendo derribada y sustituida por un nuevo recinto dedicado a funciones logísticas, sin servicio de viajeros.
Desde enero de 2005, tras la extinción de la antigua RENFE, el ente Adif es el titular de las instalaciones mientras que Renfe Operadora explota la línea.